# Friedrich Wilhelm Theile
Friedrich Wilhelm Theile (Buttstädt, 11 novembre 1801 – Weimar, 20 ottobre 1879) è stato un anatomista e medico tedesco.

## Biografia
Nel 1825 conseguì il dottorato in medicina presso l'Università di Jena con la tesi di dottorato De Musculis nervisque laryngeis. Dal 1828, con Heinrich Wilhelm Ferdinand Wackenroder, era a capo dell'istituto farmaceutico di Jena. Nel 1831 divenne professore associato e tre anni dopo si trasferì presso l'Università di Berna come professore ordinario di anatomia. Dal 1853 fu medicp a Weimar, durante la quale si occupò in gran parte delle attività letterarie.

## Opere
- Lehre von den Muskeln und Gefäßen des menschlichen Körpers, Volume 3 della 2ª edizione di Samuel Thomas von Soemmerring Vom Bau des menschlichen Körpers, 1841 .
- Anatomische Untersuchungen eines Hypospadeus, In: Archiv fur Anatomie, Physiologie und wissenschaftliche Medicin, Berlin, 1847: 17-32.

Oltre ai suoi scritti, tradusse diverse opere di medici e scienziati stranieri: Louis Delasiauve, Franciscus Cornelis Donders, Auguste Ambroise Tardieu, Pieter Harting e Jacobus Schroeder van der Kolk.